# Praomys tullbergi
Praomys tullbergi es una especie de roedor de la familia Muridae.

## Distribución geográfica
Se encuentra en Angola, Benín, Camerún, República del Congo, República Democrática del Congo, Costa de Marfil, Guinea Ecuatorial , Gabón, Gambia, Ghana, Guinea, Liberia, Malí, Nigeria, Senegal, Sierra Leona, Togo,  y posiblemente en Burkina Faso, y Guinea-Bissau.